# Radical RXC
La Radical RXC è una vettura sportiva realizzata dalla Radical Sportscars nel 2013.

## Contesto
La RXC è la prima vettura omologata per l'uso stradale costruita dall'azienda inglese. Molte soluzioni tecnologiche impiegate su di essa sono derivate dalla SR9 che ha partecipato a diverse competizioni endurace.

## Tecnica
La struttura della vettura è composta da un telaio tubolare, scocca in vetroresina alettone in fibra di carbonio e struttura interna dotata di roll-bar. L'uso di materiali leggeri ha portato il peso complessivo del veicolo a 900 kg. La propulsione è affidata ad un motore V6 3.7 da 425 cv che fa accelerare la vettura da 0 a 100 km/h in 2,8 secondi, con velocità massima di 280 km/h, inoltre esiste una versione turbo V6 3.5 da 466 cv che fa da 0 a 100 km/h in 2,6 secondi e 298 km/h di velocità massima. L'impianto frenante comprende freni a disco flottanti con pinze a sei pistoncini dal diametro di 330 mm nella sezione anteriore e 310 mm in quella posteriore. I cerchi in lega sono della misura 17x9.5 nella parte anteriore e 17x11.5 nella parte posteriore. Gli pneumatici che li avvolgono sono Dunlop 235/620R17 - 290/645R17.